# Каталин Варга (фильм)
Каталин Варга (венг. Katalin Varga) — это дебютный полнометражный фильм режиссёра и сценариста Питера Стриклэнда, снятый в 2009 году в жанре «Месть за изнасилование». Съёмки прошли в Трансильвании на венгерском языке. Фильм участвовал в конкурсе 59-го Берлинского международного кинофестиваля, где был награждён «Серебряным медведем» за выдающиеся достижения в области киноискусства — премией отметили звуковое оформление (Дьёрдя Ковача, Габора Эрдели и Тамаша Секея).  

## Сюжет
Каталин Варга молодая женщина и мать юного Орбана. В деревне, где она проживает с мужем Жигмондом, становится известно о её сексуальной связи с другим мужчиной и то, что Жигмонд не биологический отец Орбана. Каталин вынуждена покинуть деревню. Однако сыну объясняет отъезд необходимостью навестить тяжело больную маму. Якобы та желает перед смертью обязательно увидеть внука.  
Каталин с Орбаном направляются в деревню Ядсереда, о которой встречная девушка замечает, что «не стоит благодарить того, кто подсказал дорогу в Ядсереду». На одной из остановок в пути, Каталин веселится на танцах у костра и флиртует с Гергели. Мужчина предполагает, что встречал Каталину раньше, но та отвечает отрицательно. После недолгих посиделок с Гергели в баре, она соглашается заняться с ним сексом.  
Однако во время секса она, неожиданно, нападает на мужчину. Так выясняется, что несколько лет назад Каталин стала жертвой изнасилования. Гергели был свидетелем и другом нападавшего, но стоял в стороне и не защитил женщину, а только наблюдал. Становится понято, что цель путешествия Каталин — месть за совершённое над ней надругательство.     
Некоторое время спустя, не добравшись до Ядсереды самую малость, Каталин встречает своего насильника. Он живёт простой и спокойной жизнью с красивой молодой женой. В то же время, по следу Каталины идёт шурин убитого Гергели с друзьями. Они представляются сотрудниками полиции, однако, их цель так же отмщение за преступление.     

## В ролях
| Роль                        | Актёр              |
| --------------------------- | ------------------ |
| Каталин Варга               | Хильда Петер       |
| Жигмонд Варга, муж Каталины | Ласло Матрай       |
| Орбан Варга, их сын         | Танко Норберт      |
| Гергели                     | Роберто Джакомелло |
| Шурин Гергели               | Марина Себастьян   |
| Антал Борлан                | Тибор Пальфи       |
| Жена Антала                 | Фатма Мохамед      |

## Художественные особенности
Особенность настроения фильма в том, что перед зрителем будто разворачивается трагедия, актуальная для любого времени. Хронологические аспекты почти полностью удалены, что отметил кинокритик Джонатан Ромни: «Мощный и тревожный фильм. История настолько вневременная, что действие может происходить вплоть до средневековья. На настоящее время указывают лишь бейсболка или мобильный телефон».   

## Производство
Для съёмок фильма Стриклэнд использовал деньги, доставшиеся ему в наследство от дяди. Фильм был снят в Секейском крае, венгероязычном регионе Трансильвании. Съёмочный процесс занял 17 дней.

## Критика

### Награды
| Год  | Награда              | Учредитель                                        |
| ---- | -------------------- | ------------------------------------------------- |
| 2009 | New Talent Grand PIX | Международный кинофестиваль в Копенгагене CPH PIX |

### Комментарии
1. ↑  Имя главной героини, Каталина Варга[англ.] (или Екатерина), заимствовано у реальной исторической личности. В 1840-х годах Варга возглавила движение борьбы за права шахтёров Трансильвании.